# مارکو نگری
مارکو نگری (انگلیسی: Marco Negri؛ زادهٔ ۲۷ اکتبر ۱۹۷۰) بازیکن فوتبال اهل ایتالیا است.
از باشگاه‌هایی که در آن بازی کرده‌است می‌توان به باشگاه فوتبال پروجا، باشگاه فوتبال کوزنتسا کالچو، باشگاه فوتبال نووارا، باشگاه فوتبال بولونیا، باشگاه فوتبال رنجرز، باشگاه فوتبال اودینزه، باشگاه فوتبال کالیاری، باشگاه فوتبال لیورنو، باشگاه فوتبال ویچنزا، و باشگاه فوتبال ترنانا اشاره کرد.